# بازی ویدئویی نقش‌آفرینی

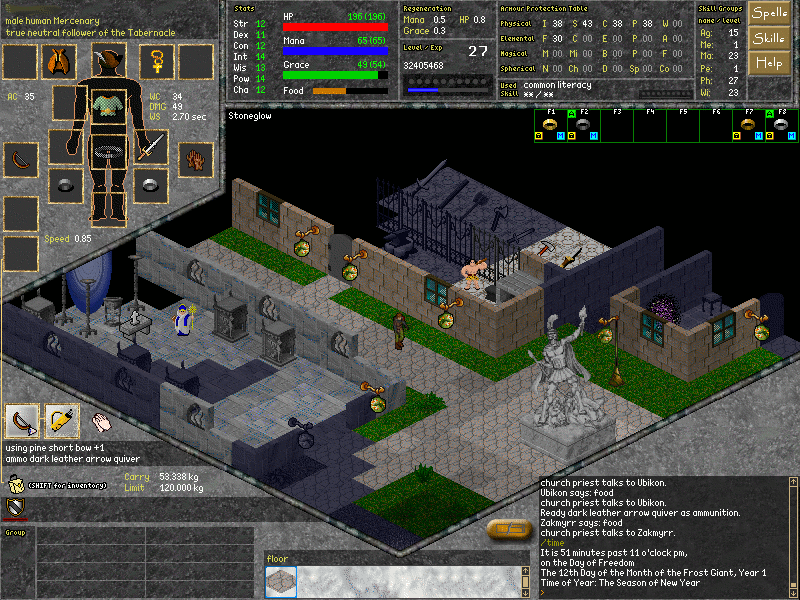

بازی ویدئویی نقش‌آفرینی (به انگلیسی: Role-playing video game) که معمولاً به‌طور خلاصه بازی نقش‌آفرینی یا آرپی‌جی شناخته می‌شود، ژانری از بازی‌های ویدئویی است که ریشه در بازی رومیزی و نوشتاری قدیمی مانند اژدها و سیاهچاله‌ها دارد شخصیت یا شخصیت‌های بازی در طول ماجرا قوی‌تر شده و می‌توانند توانایی‌های مختلف را به‌دست آورند معمولاً بازی‌های نقش آفرینی در محیط فانتزی و در دنیایی دیگر رخ می‌دهند بازی‌های نقش آفرینی به دو دستۀ اصلی؛ نقش آفرینی غربی و نقش آفرینی ژاپنی تقسیم می‌شوند.